# Subsequent Pleasures
Subsequent Pleasures — дебютный мини-альбом голландского коллектива Clan of Xymox, вышедший в 1984 году. Первоначально альбом был самостоятельно выпущен группой на виниле ограниченным тиражом в 500 экземпляров и содержал только пять композиций; позднее диск дважды переиздавался в качестве лонгплея, в первый раз — в 1994 году на лейбле Pseudonym, во второй — в 2001 году на лейбле Pandaimonium Records. Обложку переиздания 2001 года оформила басистка Clan of Xymox Мойка Зугна.

## Стиль и отзывы критиков
Несмотря на то, что этот малотиражный EP фактически положил начало успешной карьере группы и способствовал заключению контракта между Clan of Xymox и 4AD Records, музыкальные критики весьма противоречиво оценили материал, представленный на Subsequent Pleasures. Так, Рик Андерсон, критик сайта Allmusic.com, назвал большую часть ранних песен группы «абсолютно катастрофическими», указав в числе их недостатков «невменяемые тексты», «ужасный вокал» и неоригинальность композиций, состоящих преимущественно из «пары повторяющихся аккордов». В то же время Томас Абреш из влиятельного немецкого журнала Sonic Seducer в своей рецензии назвал дебютный альбом Clan of Xymox «одним из лучших», а песни с него — «бесконечно прекрасными».
В переизданиях на CD к пяти первоначальным трекам были добавлены ещё шесть песен, записанных группой позднее, когда музыканты уже начали сотрудничество с 4AD Records. По мнению Рика Андерсона, их качество немного выше, поскольку мелодии стали чуть более оригинальны, а «кто-то из участников группы всё же научился обращаться с драм-машиной».
Сам Ронни Морингс впоследствии признавался, что сам не в силах объяснить, о чём именно идёт речь в текстах отдельных песен, представленных на альбоме. Так, композицию «Muscoviet Musquito» он предложил рассматривать «просто как некий опыт датчанина, который приехал в Амстердам и решил поэкспериментировать <с голландским языком>».

## Список композиций
Тексты и музыка: Ронни Морингс.
Композиции, добавленные в переизданные версии альбома, отмечены астериском (*).
1. «Going Round» — 4:39
2. «Muscoviet Musquito» — 4:33
3. «Strange 9 to 9» — 4:32
4. «Call It Weird» — 3:50
5. «Abysmal Thoughts» — 4:35

## Участники записи
- Ронни Морингс — вокал, гитара, программирование
- Анке Вольберт — бас-гитара, бэк-вокал
- Питер Нотен — клавишные